# Dwór Górskiego w Nałęczowie
Dwór Górskiego w Nałęczowie – drewniano-murowany dwór, wzniesiony w latach 1880–1884 w stylu szwajcarskim w Nałęczowie.
W 1978 willę wraz z ogrodem wpisano do rejestru zabytków.